# Col de Portet d'Aspet
Col de Portet d'Aspet er et bjergpas i de centrale Pyrenæerne i Haute-Garonne-departementet i Frankrig, og ligger på vejen mellem Aspet og St. Girons.

## Detaljer om stigningen
Med start i Audressein (Ariège) er stigningen 18,14 km over 557 højdemeter (stigningsprocent 3,1%). Den virkelige stigning starter i St. Lary, 5,9 km fra toppen (6,8%), med de stejleste partier på 10,6% nær toppen.
Med start i Aspet (Haute-Garonne) er stigningen 14,31 km over 594 højdemeter (stigningsprocent 4,2%). Den virkelige stigning starter i krydset D618/D44 (samme sted som stigningen til Col de Menté starter), 4,4 km fra toppen (9,6%), med de stejleste partier på 12,6%, 3 km fra toppen.

## Galleri
- Toppen af passet
- Mindesten til ære for Fabio Casartelli

## Tour de France
Col de Portet d'Aspet var først med i Tour de France i 1910, og har været med regelmæssig siden. Første mand over i 1910 var Octave Lapize.
Siden 1947 har den været med 27 gange, sidste gang på 12. etape i 2015, hvor den østrigske rytter Georg Preidler var første mand over toppen.
18. juli 1995 under den 15. etape af Tour de France styrtede Fabio Casartelli og et par andre ryttere på nedstigningen af Col de Portet d'Aspet. Casartelli fik store ansigts- og hovedskader og mistede bevidstheden. Han døde på vej til sygehuset. På stedet hvor han styrtede, er der rejst en mindesten.